# Idioma cuyono
El cuyano (Kinoyonon) es una lengua bisaya. Es la lengua materna del pueblo cuyano y también sirve como la lengua vehicular de la provincia de Las Paraguas, juntamente con el filipino. Según el censo de 1990, tiene 120 000 hablantes.